# 久保正大
久保 正大（くぼ まさたか、1926年7月17日 - 1993年4月17日）は、日本の経営者、造船実業家。住友重機械工業社長。

## 経歴
鹿児島県伊佐市旧菱刈町出身。旧制鹿児島県立大口中学校（現鹿児島県立大口高等学校）を経て、1943年海軍兵学校に75期生として入校。1945年に終戦により復員し、鹿児島県に帰郷（75期生は1945年10月に海軍兵学校卒業扱い）。翌1946年に旧制第五高等学校理科へ入学。1952年に東京大学工学部船舶工学科を卒業し、同年に浦賀船渠に入社。
会社の合併により1969年6月に住友重機械工業の社員となり、1980年6月に取締役に就任し、1984年6月に常務、1986年6月に専務を経て、1987年11月に副社長に就任し、1989年6月には社長に昇格し、1993年4月までに務めた。
1993年4月17日呼吸不全のために死去。66歳没。